# Jules Benoît
Pour les articles homonymes, voir Benoît.
Jules Benoît est un industriel, négociant et homme politique français né le 31 janvier 1810 à Château-Salins (alors en Meurthe) et mort le 25 mars 1890 à Escoublac. Il est également un disciple de Charles Fourier dans les années 1830-1840.

## Biographie
Jules Jean Joseph Benoît naît à Château-Salins (Moselle) le 31 janvier 1810. Son père, Joseph-Antoine Benoît, occupe plusieurs emplois dans l’industrie du sel dans l’Est de la France. Celui-ci rencontre, en 1826, Louis-Hyacinthe Levesque, alors maire de Nantes et député de Loire-Inférieure, intéressé par les activités salicoles ; la famille Benoît — qui comprend, outre Joseph-Antoine, Jules et son frère Édouard, ainsi que leur oncle paternel François Benoît — s’installe alors au Pouliguen.
La famille Benoît s’implique très fortement dans le développement économique de la zone Escoublac - Le Pouliguen, en y créant des industries de raffinage du sel puis de conservation de sardines — Jules Benoît établit une presse à sardines sur le port —, puis en commençant à aménager la côte et les dunes à l’emplacement de l’actuelle station balnéaire de La Baule.
À partir de 1836, Jules Benoît s’implique dans la cause fouriériste. Il devient l’un des actionnaires de l’Union agricole d’Afrique, une des sociétés d’inspiration fouriériste, installée à Saint-Denis-du-Sig dans la région d’Oran à partir de 1846.
Confronté à la concurrence des Salines de l'Est et du Midi, il réagit en créant, dans les années 1845, une association des raffineurs de l'Ouest, les Salines de Guérande,. 
En 1854, il devient le premier maire du Pouliguen et après dix ans comme vice-président de la chambre de commerce et d'industrie de Saint-Nazaire, il en devient le président. Il devient également conseiller d’arrondissement pour le canton du Croisic à partir de 1881.
Dans les années 1870, Jules Benoît initie le développement du Pouliguen à l'est de l'étier, sur le territoire de dunes plantées par la Société des Dunes d’Escoublac dans les années 1830 que Joseph-Antoine Benoît a contribué à créer avec Louis-Hyacinte Levesque et un armateur nantais, Jacques-Yves Berthault.
Il encourage la construction de grosses villas en bordure de l'étier — près de la presse à sardines qu’il a transformée en maison d'habitation — ou en front de mer ; les villas Océane et Ker Say sont érigées en 1876 et Ker Suzer en 1879.
L’arrivée du chemin de fer en 1879 donne un coup de pouce décisif à la concession Benoît qui attire Nantais, Angevins et même Parisiens et qui va devenir un lotissement de standing au sein de la toute nouvelle station balnéaire de La Baule. L'architecte François Aubry conçoit les principales artères du lotissement. La plage qui longe ce quartier Benoît s'appelle désormais la plage Benoît.
Marié à Sidonie Boulanger, fille de François-Charles-Marie Boulanger, propriétaire à l'Île de France, et de Céline Lesur, il est le père de :
- Jules Benoit (1843-1928), fabricant de conserves alimentaires à La Turballe, vice-président de la Société des Régates internationales de l'Ouest, marié à Lucie Revelière
- Arthur Benoît (1845-1923), saint-cyrien, directeur de la société de conserverie Ch. Lechat - R. Philippe et Benoît, conseiller municipal de Nantes, conseiller général de la Loire-Inférieure et président du tribunal de commerce de Nantes, qui épousera la fille du maire Charles Lechat[6]
- Georges Benoit (1849-1907), docteur en droit, ministre plénipotentiaire, résident général en Tunisie, marié à Line de Meckel.
- Marie Benoit (1863-1938), mariée au publiciste Charles Brillaud de Laujardière et mère de Marc Brillaud de Laujardière.
- Gaston Benoit, inspecteur des services de l'Indochine, vice-résident à Hong-Hua (Tonkin).

Il meurt le 25 mars 1890 à La Baule.

## Publication
- Lois violées au préjudice des marais salants et du Trésor public, ou Réclamations sur l’impôt des sels, adressée à MM. les Pairs et Députés, ainsi qu’à la commission nommée par ordonnance du 11 février 1835 pour réviser la législation sur cette matière, Paris, Imp. de Everat, 1835, 15 p.

## Sources
- Dictionnaire biographique de la Loire-Inférieure, Paris, Jouve, 1895.
- Marcel Baudry, À la découverte de mon pays le Pouliguen. Notes et anecdotes, Le Pouliguen, Chez l’auteur, 1995, 173 p.
- Alain Charles, « Sur les rivages du pays de Guérande. Précurseurs et fondateurs de la villégiature maritime », Cahier du pays de Guérande, n° 35, 1994, pp. 13-14
- Aristide Monnier, Études et souvenirs : le Pouliguen et ses environs, Angers, Imp. Burdin, 1891, 434 p.
- Bernard Desmars, « Benoît (Jean-Joseph-) Jules », Dictionnaire biographique du fouriérisme, 2009